# Thiomargarita magnifica
Thiomargarita magnifica je gramnegativní proteobakterie, která se vyskytuje v mangrovech v Karibiku, kde se jí daří na vrcholu usazenin. Živí se a roste pomocí chemosyntézy. Byla objevena v roce 2022, jakožto dosud nekultivovaná je zatím popsána jako Candidatus Thiomargarita magnifica.
Jedná se o největší známou bakterii. Dorůstá velikosti až 2 cm a v optimálních podmínkách by mohla být i větší. Díky tomu je pozorovatelná běžným okem bez jakéhokoliv přístroje. Je asi pěttisíckrát větší než většina bakterií, několikanásobně překonává i předchozí rekordmanku Thiomargarita namibiensis, dlouhou 0,75 mm. Na velkou velikost ukazuje i její pojmenování magnifica (latinské magnus znamená velký).
Thiomargarita magnifica má neobvyklý tvar dlouhého tenkého vlákna (na rozdíl od jiných velkých sirných bakterií či sinic se nejedná o mnohobuněčné vlákno, ale skutečně o jedinou buňku). Kromě své velikosti je zajímavá tím, že její genom je v bakteriální buňce obklopen membránovou strukturou.